# 旅程 (二十一名飛員歌曲)
《旅程》（英語：Ride）是美国音乐双人组二十一名飞行员的一首歌曲，收录于他们的第4张录音室专辑《模糊脸庞》中。歌曲原本于2015年5月11日在YouTube上作为宣传单曲发行。次日，歌曲的音乐录像带在YouTube上发布。2016年4月12日，歌曲被送往美国當代流行電台作为专辑的第5支正式单曲播放。歌曲在《告示牌》百强单曲榜最高排第5名。

## 音乐
《Ride》是一首快节奏的另类说唱歌曲，时长三分三十四秒。这首歌曲融合了摇滚、嘻哈、雷鬼、朋克、电子和流行音乐的元素。根据Alfred Music在 Musicnotes.com 上发布的乐谱，这首乐曲以四四拍写成，节奏较快，为每分钟150拍。 《Ride》以降G大调创作，而泰勒·约瑟夫的音域从低音D♭3到高音B♭4。这首歌在前奏部分的和弦进行是G–Am–Em–C/D，在第一段主歌部分更改为G–Am–Em–C–G–Am–Em–Dsus2 ，在导歌部分为G–Am–Em–C，在副歌部分改为G–Am–Em–C♭–G–Am–Em–Dsus2，在第二段主歌部分更改为G♭–A♭m–E♭m–C♭–G♭ –A♭m– E♭m–C♭/D♭，在桥段部分变为G♭–A♭m–D♭–E♭m–Am7(add4)–E♭m–D♭–D♭/F♯作为和弦进行。
这首歌曲的各个部分在浓郁的雷鬼音乐影响下融入了摇滚元素。这首弛放曲子的伴奏散发出欢快的雷鬼氛围，沉浸在加勒比风格的連複段和明亮的合成器声音中。乔什·邓的缓慢的一二鼓点与黑暗忧郁的低音声部将整首曲子结合在一起。他的鼓击演奏风格受朋克风格启发，为这首欢快的曲目带来了灵动的节奏。约瑟夫在电音流行主导的雷鬼节奏中吟诵着自省的韵律。他的声乐部分呈现鲜活的演唱，从谣曲转为说唱，再到嘶吼。在唱完第一段主歌后，约瑟夫用强劲、断奏风格的快节奏说唱风格念出了歌词。这首歌的副歌部分夹杂在节奏感极强的主歌之间。这首歌的伴奏也受到了dub的启发。在桥段，约瑟夫进行着一呼一应的对话，他的声音在普通嗓音和假声之间转换。歌曲在第三段副歌当中逐渐铺陈并达到高潮。歌曲结尾部分以钢琴演奏。
《Ride》的歌词鼓励听众顺其自然、随遇而安，歌词使用了许多习语，歌词也暗含不安的意味。尽管这首歌的曲调欢快，却蕴含着关于人的处境的忧郁沉思。约瑟夫在歌词当中谈论了关于寻找目的和意义的挣扎，传达出了千禧一代的焦虑。当约瑟夫在歌词中试图解答他生命当中最重要的东西为何，他愿意为谁而死或为何而死。歌词还宣称作者对于人生终点，即死亡的事情想得太多，“我对终点想得太多/但幻想这件事情很有趣。”这首歌的副歌中，约瑟夫拉长了音节唱到：“哦，我正在坠落，所以我要慢慢来。”桥段部分的歌词伤感动人，也描绘了作者略带黑暗的思绪——约瑟夫坦白道：“我想太多了/帮帮我。”

## 音乐录像带
《旅程》的音乐录像带展示了泰勒·约瑟夫和乔什·邓在森林中演出的镜头。影片的背景多次出现昼夜交替。约瑟夫在影片中唱歌，而邓则负责击鼓。在影片即将结束时，两人戴上了太阳镜，镜头转向一场演唱会中。最后镜头又转回了森林。

## 商业表现
歌曲在《告示牌》百强单曲榜最高排第5名。由于他们之前的歌曲《异类》最高排第4名，二十一名飞行员成为《告示牌》百强单曲榜58年历史以来首位连续拥有两首进入榜单前5的歌曲的摇滚艺人，仅次于披頭四樂隊和埃爾維斯·皮禮士利。歌曲在美国热门摇滚歌曲榜、流行電台榜和另类歌曲榜上排名第一，在成人四十大金曲榜上排名第四，在热门舞曲电台榜排名第五。这首歌曲也是组合迄今为止榜单排名第三高的单曲，仅次于《辗转难眠》和《异类》。截至2016年12月，歌曲在美国销量已超过120万。

## 曲目列表
| 数字下载 / 流媒体 | 数字下载 / 流媒体 | 数字下载 / 流媒体 |
| 曲序              | 曲目              | 时长              |
| ----------------- | ----------------- | ----------------- |
| 1.                | Ride              | 3:34              |

| CD单曲 | CD单曲                    | CD单曲 |
| 曲序   | 曲目                      | 时长   |
| ------ | ------------------------- | ------ |
| 1.     | Ride                      | 3:34   |
| 2.     | Ride（MSTR Rogers remix） |        |

## 人员
- 泰勒·约瑟夫 – 人声、電貝斯、钢琴、電子琴、电吉他、風琴（英语：Hammond organ）、编排（英语：programming (music)）、合成器
- 乔什·邓 – 鼓、打击乐器

协作音乐人
- 里基·里德（英语：Ricky Reed） – 和声
- 喬·维尔斯 – 電貝斯

## 榜单
| 榜单（2016年）                           | 最高 排位 |
| ---------------------------------------- | --------- |
| 澳大利亚（澳大利亚唱片业协会單曲榜）     | 18        |
| 奥地利（Ö3四十强单曲榜）                 | 7         |
| 比利时佛兰德（Ultratop五十强单曲榜）     | 13        |
| 比利时瓦隆（Ultratop五十强单曲榜）       | 7         |
| 加拿大（Canadian Hot 100）               | 13        |
| 捷克（電台百強單曲榜）                   | 12        |
| 捷克（百強數位單曲榜）                   | 10        |
| 丹麥（Hitlisten单曲榜）                  | 40        |
| 法国（法國唱片出版業公會單曲榜）         | 12        |
| 德国（德国电台榜）                       | 13        |
| 危地马拉（拉美监控）                     | 17        |
| 匈牙利（四十強串流榜）                   | 23        |
| 愛爾蘭（愛爾蘭唱片音樂協會单曲榜）       | 38        |
| 意大利（意大利音乐产业联盟单曲榜）       | 23        |
| 拉脱维亚（拉脱维亚40强榜）               | 3         |
| 黎巴嫩（黎巴嫩二十强榜）                 | 12        |
| 墨西哥（拉美监控）                       | 6         |
| 墨西哥（《告示牌》英语电台榜）           | 1         |
| 荷兰（荷蘭四十強單曲榜）                 | 33        |
| 荷兰（百强单曲榜）                       | 33        |
| 新西兰（新西兰唱片音乐协会单曲榜）       | 10        |
| 挪威（世道單曲榜）                       | 25        |
| 葡萄牙（葡萄牙唱片業協會单曲榜）         | 22        |
| 蘇格蘭（官方榜单公司單曲榜）             | 76        |
| 斯洛伐克（電台百強單曲榜）               | 54        |
| 斯洛伐克（百強數位單曲榜）               | 15        |
| 西班牙（西班牙音樂製作協會）             | 30        |
| 瑞典（瑞典最熱榜）                       | 50        |
| 瑞士（瑞士热门音乐榜）                   | 22        |
| 英國（官方榜单公司單曲榜）               | 47        |
| 美国（《告示牌》百大單曲榜）             | 5         |
| 美國（《告示牌》Adult Pop Airplay）      | 4         |
| 美國（《告示牌》Hot Rock Songs）         | 1         |
| 美國（《告示牌》Pop Airplay）            | 1         |
| 美國（《告示牌》Dance/Mix Show Airplay） | 5         |

| 榜单（2015年）                   | 排位 |
| -------------------------------- | ---- |
| 美國（《告示牌》熱門搖滾歌曲榜） | 30   |

| 榜单（2016年）                         | 排位 |
| -------------------------------------- | ---- |
| 澳大利亞（澳大利亞唱片業協會單曲榜）   | 71   |
| 奧地利（Ö3四十強單曲榜）               | 29   |
| 比利時法蘭德斯（Ultratop五十強單曲榜） | 54   |
| 比利時瓦隆尼亞（Ultratop五十強單曲榜） | 41   |
| 加拿大（加拿大百強單曲榜）             | 28   |
| 德國（官方德國榜單）                   | 73   |
| 義大利（義大利音樂產業聯盟）           | 50   |
| 荷蘭（荷蘭百強單曲榜）                 | 90   |
| 紐西蘭（紐西蘭唱片音樂協會）           | 40   |
| 瑞士（瑞士熱門音樂榜）                 | 58   |
| 美國（《告示牌》百強單曲榜）           | 20   |
| 美國（《告示牌》当代成人歌曲榜）       | 42   |
| 美國（《告示牌》主流四十強單曲榜）     | 13   |
| 美國（《告示牌》熱門搖滾歌曲榜）       | 2    |
| 美國（《告示牌》主流四十強單曲榜）     | 9    |

## 销售认证
}
| 地區                                                       | 认证    | 认证单位/销量 |
| ---------------------------------------------------------- | ------- | ------------- |
| 澳大利亚（澳大利亚唱片业协会）                             | 白金    | 70,000‡       |
| 加拿大（加拿大音乐协会）                                   | 金      | 0*            |
| 德国（聯邦音樂產業協會）                                   | 金      | 200,000‡      |
| 意大利（意大利音乐产业联盟）                               | 2× 白金 | 100,000‡      |
| 新西兰（新西兰唱片音乐协会）                               | 金      | 7,500*        |
| 挪威（國際唱片業協會挪威分会）                             | 白金    | 40,000‡       |
| 英国（英国唱片业协会）                                     | 金      | 400,000‡      |
| 美国（美國唱片業協會）                                     | 3× 白金 | 3,000,000‡    |
| *僅含認證的實際銷量 ^僅含認證的出貨量 ‡僅含認證的+實際銷量 |         |               |

## 发行历史
| 地区 | 日期          | 形式                         | 厂牌            |
| ---- | ------------- | ---------------------------- | --------------- |
| 全球 | 2015年5月12日 | 數位下載 （宣传单曲） 流媒体 | Fueled by Ramen |
| 美国 | 2016年4月12日 | 當代流行電台                 | Fueled by Ramen |